# Диздарлије
Диздарлије су насељено мјесто у општини Козарска Дубица, Република Српска, БиХ. Према попису становништва из 2013. у насељу је живјело 68 становника.

## Географија
Налази се на 150-280 метара надморске висине, површине 4,49 км2, удаљено око 17 км од општинског центра. Припада мјесној заједници Слабиња. Разбијеног је типа, а засеоци су: Граховци, Диздарлије,
Ђурићи и Тополовац. Село се простире на побрђима Поткозарја и обухвата брда: Балкан, Главица, Селиште и Стране. У селу извире рјечица Диздаруша, у коју се улива више мањих потока. Већина становништва бави се пољопривредом, а мањи дио запослен је у околним мјестима и у иностранству. Ђаци похађају ОШ "Свети Сава" у Козарској Дубици. У селу постоји гробље, а најближа црква је у Доњој Слабињи. Диздарлије су добиле електричну енергију 1966, локалне водоводе седамдесетих, а телефонску мрежу осамдесетих година ХХ вијека. Сеоски пут асфалтиран је 1986. године.

## Историја
Према предању, село је названо по диздару (заповједнику тврђаве), који је имао посједе на овом подручју. Солунски добровољци били су: Стево Викало, Петар Плавшић и Остоја Стојаковић. У Другом свјетском рату погинуло је 50 бораца Народноослободилачке војске Југославије, а усташе су убиле 90 цивила, међу којима 29 дјеце до 14 година. У Одбрамбено-отаџбинском рату 1992-1995. погинула су два борца Војске Републике Српске. У селу Доња Слабиња подигнут је споменик погинулим борцима Народноослободилачке војске Југославије и цивилним жртвама Другог свјетског рата, и споменик погинулим борцима Војске Републике Српске, са подручја мјесних заједница Слабиња и Поуње.

## Становништво
Диздарлије и Тополовац су 1895. пописани као засеоци села Слабиња; 1948. као засебна села, а заједно су имали 49 домаћинстава и 238 становника; 1961. као јединствено село - 237 становника; 1991. - 178 (170 Срба, шест Југословена и два из реда осталих); 2013. - 27 домаћинстава и 68 становника (Срба). Породице Викало, Граховац и Плавшић славе Јовањдан; Вујановић, Зељковић, Стојаковић, Чекић - Ђурђевдан; Јеличић, Ђурић - Никољдан; Марин - Лазареву суботу; Тубић - Св. Пантелејмона; Црногорац - Св. Стефана.
| Демографија | Демографија | Демографија |
| Година      | Становника  | Становника  |
| ----------- | ----------- | ----------- |
| 1948.       | 238         |             |
| 1953.       | 256         |             |
| 1961.       | 237         |             |
| 1971.       | 199         |             |
| 1981.       | 158         |             |
| 1991.       | 178         |             |